# Enri Leufkens
Enri Leufkens (ur.  1963) – holenderski brydżysta z tytułami World Life Master w kategorii Open (WBF), a także European Master i European Champion w kategorii Juniorów (EBL).
Berry Westra i Enri Leufkens są jedyną parą, która zdobyła złoty medal zarówno na młodzieżowych mistrzostwach świata, jak i na Bermuda Bowl.
Enri Leufkens pracuje jako programista.

## Wyniki brydżowe

### Olimpiady
Na olimpiadach uzyskał następujące rezultaty:
| Olimpiady brydżowe. Zawody teamów | Olimpiady brydżowe. Zawody teamów | Olimpiady brydżowe. Zawody teamów | Olimpiady brydżowe. Zawody teamów | Olimpiady brydżowe. Zawody teamów | Olimpiady brydżowe. Zawody teamów |
| Rok                               | Miejsce                           | Zawody                            | Kategoria                         | Drużyna                           | Pozycja                           |
| --------------------------------- | --------------------------------- | --------------------------------- | --------------------------------- | --------------------------------- | --------------------------------- |
| 1992                              | Salsomaggiore                     | 9. Olimpiada Teamów               | Open                              | Netherlands                       | 3                                 |

### Zawody światowe
W światowych zawodach zdobył następujące lokaty:
| Mistrzostwa Świata. Konkurencja teamów | Mistrzostwa Świata. Konkurencja teamów | Mistrzostwa Świata. Konkurencja teamów   | Mistrzostwa Świata. Konkurencja teamów | Mistrzostwa Świata. Konkurencja teamów | Mistrzostwa Świata. Konkurencja teamów |
| Rok                                    | Miejsce                                | Zawody                                   | Kategoria                              | Drużyna                                | Pozycja                                |
| -------------------------------------- | -------------------------------------- | ---------------------------------------- | -------------------------------------- | -------------------------------------- | -------------------------------------- |
| 1998                                   | Lille                                  | 10. Mistrzostwa Świata                   | Open                                   | Westra                                 | 17                                     |
| 1995                                   | Pekin                                  | 32. Mistrzostwa Świata Teamów            | Open                                   | Netherlands                            | 8                                      |
| 1993                                   | Santiago                               | 31. Mistrzostwa Świata Teamów            | Open                                   | Netherlands                            | 1                                      |
| 1987                                   | Amsterdam                              | 1. Młodzieżowe Mistrzostwa Świata Teamów | Juniorzy                               | Netherlands                            | 1                                      |
| 1982                                   | Biarritz                               | 6. Mistrzostwa Świata                    | Open                                   | Ten Blink                              | 45                                     |

### Zawody europejskie
W europejskich zawodach zdobył następujące lokaty:
| Zawody europejskie. Konkurencja teamów | Zawody europejskie. Konkurencja teamów | Zawody europejskie. Konkurencja teamów    | Zawody europejskie. Konkurencja teamów | Zawody europejskie. Konkurencja teamów | Zawody europejskie. Konkurencja teamów |
| Rok                                    | Miejsce                                | Zawody                                    | Kategoria                              | Drużyna                                | Pozycja                                |
| -------------------------------------- | -------------------------------------- | ----------------------------------------- | -------------------------------------- | -------------------------------------- | -------------------------------------- |
| 1995                                   | Vilamoura                              | 42. Mistrzostwa Europy Teamów             | Open                                   | Netherlands                            | 3                                      |
| 1993                                   | Mentona                                | 41. Mistrzostwa Europy Teamów             | Open                                   | Netherlands                            | 4                                      |
| 1991                                   | Killarney                              | 40. Mistrzostwa Europy Teamów             | Open                                   | Netherlands                            | 6                                      |
| 1989                                   | Turku                                  | 39. Mistrzostwa Europy Teamów             | Open                                   | Netherlands                            | 7                                      |
| 1987                                   | Brighton                               | 38. Mistrzostwa Europy Teamów             | Open                                   | Netherlands                            | 12                                     |
| 1986                                   | Budapeszt                              | 10. Młodzieżowe Mistrzostwa Europy Teamów | Juniorzy                               | Netherlands                            | 1                                      |
| 1984                                   | Hasselt                                | 9. Młodzieżowe Mistrzostwa Europy Teamów  | Juniorzy                               | Netherlands                            | 8                                      |
| 1982                                   | Salsomaggiore                          | 8. Młodzieżowe Mistrzostwa Europy Teamów  | Juniorzy                               | Netherlands                            | 8                                      |

| Zawody europejskie. Konkurencja par | Zawody europejskie. Konkurencja par | Zawody europejskie. Konkurencja par | Zawody europejskie. Konkurencja par | Zawody europejskie. Konkurencja par | Zawody europejskie. Konkurencja par |
| Rok                                 | Miejsce                             | Zawody                              | Kategoria                           | Partner                             | Pozycja                             |
| ----------------------------------- | ----------------------------------- | ----------------------------------- | ----------------------------------- | ----------------------------------- | ----------------------------------- |
| 1989                                | Salsomaggiore                       | 5. Mistrzostwa Europy Par           | Open                                | Berry Westra                        | 73                                  |
| 1987                                | Paryż                               | 4. Mistrzostwa Europy Par           | Open                                | Berry Westra                        | 90                                  |

## Klasyfikacja
- Enri Leufkens – klasyfikacja WBF (ang.)
- Enri Leufkens – klasyfikacja EBL (ang.)